# صموئيل إف. باترورث
صموئيل إف. باترورث (بالإنجليزية: Samuel Fowler Butterworth)‏ هو محامي أمريكي، ولد في نوفمبر 1811 في نيوبورغ في الولايات المتحدة، وتوفي في 6 مايو 1875 في سان فرانسيسكو في الولايات المتحدة.